# Odd Frantzen
Odd Bernhard Frantzen (Bergen, 20 januari 1913 – aldaar, 2 oktober 1977) was een Noors voetballer die gedurende zijn carrière als rechtervleugelspits speelde voor SK Hardy. Hij overleed op 64-jarige leeftijd in zijn geboorteplaats Bergen.

## Interlandcarrière
Odd Frantzen won met het Noors voetbalelftal de bronzen medaille op de Olympische Zomerspelen 1936 in Berlijn, Duitsland. Hij speelde mee in de troostfinale, die de ploeg onder leiding van bondscoach Asbjørn Halvorsen met 3-2 won van Polen dankzij drie treffers van aanvaller Arne Brustad. In totaal speelde Frantzen twintig interlands voor zijn vaderland, en scoorde hij vijf keer in de periode 1936-1939.
| Logo van de Olympische Spelen | Goud | Zilver | Brons | Logo van de Olympische Spelen |
|                               | 0    | 0      | 1     |                               |